# 71 Dywizja Piechoty (III Rzesza)
71 Dywizja Piechoty (niem. 71. Infanterie-Division) − niemiecka dywizja piechoty, uczestniczyła w agresji na Francję i ataku na Związek Radziecki. Zniszczona pod Stalingradem. Odtworzona w Danii marzec-lipiec 1943.

## Formowanie i walki
Sformowana na mocy rozkazu z 26 sierpnia 1939, w 2. fali mobilizacyjnej przez Infanterie – Kommandeur 19 w Hildesheim w XI Okręgu Wojskowym. W czasie niemieckiej agresji na Polskę w 1939, stacjonowała w rejonie Saary. Natomiast podczas agresji na Francję w 1940 prowadziła działania bojowe na linii Maginota. Próbowała oskrzydlić i odciąć grupę warowną La Ferte. Po ataku na Związek Radziecki, została zniszczona przez Armię Czerwoną pod Stalingradem. Odtworzona w Danii marzec-lipiec 1943, w sierpniu skierowana do Włoch, gdzie brała udział w rozbrajaniu jednostek włoskich po kapitulacji Włoch. Następnie została skierowana w rejon Monfalcone i Fiume w celu obrony wybrzeża i walki z partyzantami. Brała znaczący udział w walkach na przyczółku pod Anzio i w bitwie o Monte Cassino. Po wycofaniu z Linii Gustawa walczyła w środkowej Italii, a następnie w Austrii i na Węgrzech. Skapitulowała przed wojskami brytyjskimi w Sankt Veit an der Glan. 

## Dowódcy dywizji
- gen. mjr. Wolfgang Ziegler 26 VIII 1939 – 15 X 1939;
- gen. mjr./gen. por. Karl Weisenberg 15 X 1939 – 15 II 1941;
- gen. mjr. Friedrich Herrlein 15 II 1941 – 28 III 1941;
- gen. mjr./gen.por. Alexander von Hartmann 28 III 1941 – 26 I 1943;
- gen. mjr. Fritz Roske 26 I 1943 – 31 I 1943;
- gen. por. Raapke 14 III 1943 – 1 I 1945;
- gen. mjr Eberhard von Schuckmann 1 I 1945 – 8 V 1945.

## Struktura organizacyjna
- Skład w sierpniu 1939:

191., 194. i 211. pułk piechoty, 171. pułk artylerii, 171. batalion pionierów, 171. oddział rozpoznawczy, 171. oddział przeciwpancerny, 171. oddział łączności, 171. polowy batalion zapasowy;
- Skład w lutym 1943:

191., 194. i 211. pułk grenadierów, 171. pułk artylerii, 171. batalion pionierów, 171. oddział przeciwpancerny, 171. oddział łączności, 171. polowy batalion zapasowy;
- Skład w lutym 1943:

191., 194. i 211. pułk grenadierów, 171. pułk artylerii, 171. batalion pionierów, 71.dywizyjny batalion fizylierów, 171. oddział przeciwpancerny, 171. oddział łączności, 171. polowy batalion zapasowy;